# Тройная корона (регби)
Тройная корона (англ. Triple Crown) — приз в регби, который вручается на Кубке шести наций одной из сборной с Британских островов — Англии, Ирландии, Шотландии или Уэльсу), которая сумела одержать победы над тремя другими командами с Британских островов. 
Приз вручается не ежегодно, а только в том случае, если одна из этих команд победила остальных своих соперников. Вместе с тем этот приз не является главным призом Кубка шести наций по причине участия сборных Франции и Италии: победы над ними не идут в зачёт кубка.
Первой командой, победившей всех своих британских противников в рамках подобного турнира, стала Англия: это случилось в 1883 году, но тогда приз не вручался. Последним обладателем стала сборная Ирландии на Кубке шести наций 2022 года. Официально трофей вручается с 2006 года команде-победительнице этого мини-турнира.

## Название
Происхождение названия трофея остаётся невнятным, хотя его использование равноценно с использованием наименования трофея «Большой шлем» (его получает победитель Кубка наций только в том случае, если он обыграл всех своих противников на кубке). Первое использование подобного выражения, упомянутое в Оксфордском словаре английского языка, восходит к 1900 году и взято из ежегодного альманаха «Альманах Уайтекера»: в нём были описаны события Кубка домашних наций 1900 года:

В своём последнем матче в Кардиффе против Уэльса Ирландия одержала сухую победу благодаря одной попытке, завоевав тройную корону благодаря трём победам подряд, как в 1894 году.
Оригинальный текст (англ.)In their last match at Cardiff against Wales, Ireland won by a try to nothing, securing the triple crown with three straight victories as in 1894.

Само выражение «Тройная корона» встречается и в других видах спорта.

## История трофея

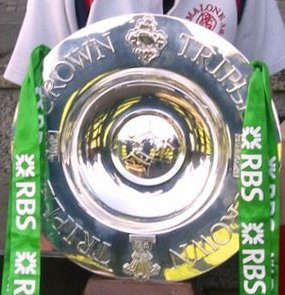
Кубок шести наций и Тройная корона

Трофей не вручался до 2006 года, поскольку не существовал физически, поэтому назывался «невидимым кубком». Шахтёр Дэйв Меррингтон из Южного Хеттона (графство Дарем) в 1975 году из угольной лампы соорудил импровизированный кубок в форме короны на четырёхсторонней подставке (на подставке были изображены роза, трилистник, чертополох и перья Принца Уэльского), который он хотел предложить в качестве трофея. Сейчас этот кубок располагается в Туикенэме в Музее регби.
В 2006 году Глава отдела внешних связей Королевского банка Шотландии Барри Хупер (Банк был спонсором Кубка шести наций) договорился с ювелирной компанией «Hamilton & Inches» о создании кубка. В том же году этот кубок впервые был представлен. С этого момента кубок вручался трижды сборной Ирландии, дважды сборной Уэльса и один раз сборной Шотландии.

## Победители
В 118 розыгрышах Тройная корона вручалась 64 раза (12 розыгрышей не проводились по причине мировых войн). Уэльс и Англия являются единственными сборными, которые завоёвывали Тройную корону четыре раза подряд (1976—1979 годы: Уэльс; 1995—1998 годы: Англия). Ирландия и Шотландия могли удерживать этот титул не более двух лет. Вместе с тем обладатель Тройной короны не является гарантированным победителем Кубка шести наций по причине участия команд из Франции и Италии. Так, насчитываются сборные, которые, выиграв Тройную корону, терпели неудачу: почти во всех случаях чемпионом неизменно становилась пятая сборная — сборная Франции (Италия до сих пор ни разу не побеждала в кубке). В 2014 году Ирландия выиграла турнир, не позволив обладательнице Тройной короны — сборной Англии — взять заветный Кубок шести наций.
Сборные, выигрывавшие Тройную корону и не выигрывавшие кубок:
- Уэльс (1977)
- Англия (1997, 1998, 2002, 2014)
- Ирландия (2004, 2006, 2007, 2022)

Сборные, выигрывавшие Тройную корону, но разделившие главный приз с другой сборной:
- Англия (1954, разделила победу с Уэльсом; 1960, разделила победу с Францией)
- Уэльс (1988, разделил победу с Францией)
- Ирландия (2022, разделила победу с Францией)

### Список победителей
| Англия    | 24 | 1883, 1884, 1892, 1913, 1914, 1921, 1923, 1924, 1928, 1934, 1937, 1954, 1957, 1960, 1980, 1991, 1992, 1995, 1996, 1997, 1998, 2002, 2003, 2014, 2016 |
| Уэльс     | 21 | 1893, 1900, 1902, 1905, 1908, 1909, 1911, 1950, 1952, 1965, 1969, 1971, 1976, 1977, 1978, 1979, 1988, 2005, 2008, 2012, 2019                         |
| Ирландия  | 11 | 1894, 1899, 1948, 1949, 1982, 1985, 2004, 2006, 2007, 2009, 2015, 2018, 2022                                                                         |
| Шотландия | 10 | 1891, 1895, 1901, 1903, 1907, 1925, 1933, 1938, 1984, 1990                                                                                           |